# Provincia Bari
Bari este o provincie în regiunea Puglia în Italia.